# Die Museumsratten
Die Museumsratten ist eine deutsche Marionetten-Fernsehserie der Augsburger Puppenkiste, die von 1967 bis 1972 in neun Episoden vom Hessischen Rundfunk produziert wurde. Die beiden letzten Folgen wurden in Farbe gedreht.

## Handlung
Der Rattenvater Friedrich Wilhelm will seinen Söhnen Franz Josef und Karl Theodor Bildung vermitteln und besucht dazu mit ihnen verschiedene Museen in Westdeutschland und Österreich. Geboren sind Franz Josef und Karl Theodor im Heeresgeschichtlichen Museum in Wien. In der ersten Folge erhalten die Museumsratten im Lederwarenmuseum Offenbach ein Paar riesige Siebenmeilenstiefel, in denen sie schnell und sicher von Museumsort zu Museumsort reisen können.
Die Museumsbesuche sind für Vater Friedrich Wilhelm anstrengend, da beide Söhne ständig hungrig sind und dadurch abgelenkt werden. In den Museen erleben sie allerlei Abenteuer, so bei der Begegnung mit dem Geist von Baron Münchhausen oder einer Katze. Zeitweise werden sie von zwei Detektiven verfolgt, die die Stiefel zurückholen wollen. Diese werden, wie auch ein Einbrecherduo und zwei Museumsdiener, von den beiden Regisseuren dargestellt. Nebenfiguren sind die Wasserratte Fietje, die Ballettratte Mizzerl und die Leseratte Johann Wolfgang, Mizzerls Vater. Am Ende der ersten acht Episoden wird jeweils der Besuch des nächsten Museums angekündigt.

## Episoden
1. Im Deutschen Lederwarenmuseum Offenbach, Besuch am 22. Januar 1967
2. Im Verkehrsmuseum Nürnberg, Besuch am 9. Februar 1967
3. Im Wilhelm-Busch-Museum Hannover, im Münchhausen-Museum Bodenwerder und im Till-Eulenspiegel-Museum Schöppenstedt, Besuche am 5. März 1967
4. Im Übersee-Museum Bremen, Besuch am 12. März 1967
5. In der Puppentheater-Sammlung der Stadt München, Besuch am 19. März 1967
6. Im Heeresgeschichtlichen Museum, Wien, Besuch am 30. März 1967
7. Besuch im Musikinstrumenten-Museum Berlin 5. März 1968
8. In Augsburger Museen, Besuche am 6. Juli 1972
9. Besuch im Deutschen Brotmuseum, Salzmuseum und Edelsteinmuseum, Besuche am 19. Oktober 1972

## Trivia
- In der achten Folge, die in Augsburger Museen gedreht wurde, tritt auf der Jagd nach den für Einbrecher gehaltenen Museumsratten die Augsburger Stadtpolizei auf, die seinerzeit noch kommunal war und erst 1973 der Polizei Bayern angegliedert wurde.
- Wie bei vielen anderen TV-Produktionen der Augsburger Puppenkiste wurde ein spezielles Lied für die Sendung produziert. Der Text, erstmals am Ende der zweiten Folge von den drei Protagonisten gesungen, variiert jeweils leicht. In den Folgen 3 bis 6 singen sie es jeweils, bevor sie das Museum betreten, in der siebenten Folge spielt es Franz Josef im Berliner Musikinstrumenten-Museum auf einer Tanzmeistergeige. In den letzten beiden, in Farbe gedrehten Folgen, singen sie ein anderes Lied.
- In den letzten beiden Folgen bekamen die Rattenkinder leicht veränderte Kostüme und Franz Josef auch einen anderen Sprecher: In den ersten sieben Folgen noch von Max Bößl gesprochen übernahm Heinz Hermann Bernstein seinen Part. Bernstein sollte in Urmel spielt im Schloss die Rolle des Urmels übernehmen, welches 1969 in Urmel aus dem Eis ebenfalls noch von Bößl gesprochen wurde.

## Überlieferung
Die Serie wurde 2006 auf DVD ediert.